# Santa Maria do Pará
Santa Maria do Pará is een gemeente in de Braziliaanse deelstaat Pará. De gemeente telt 23.202 inwoners (schatting 2009).

## Verkeer en vervoer
De stad ligt aan de radiale snelweg BR-010 tussen Brasilia en Belém. Daarnaast ligt ze aan de wegen BR-316 en PA-324.